# Robert Bly

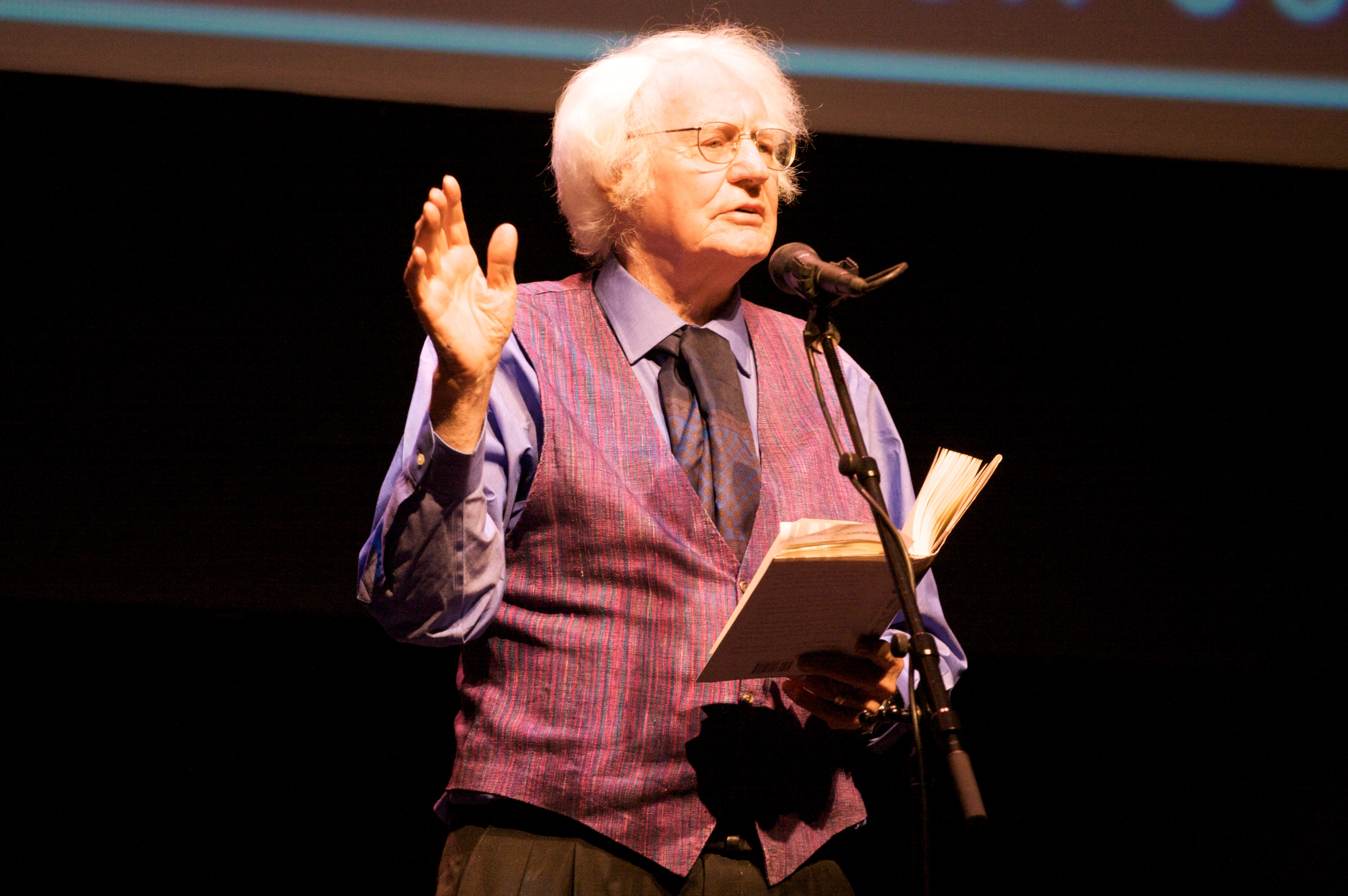
Bly beim Festival „Poetry Out Loud“, Minnesota 2009

Robert Elwood Bly (* 23. Dezember 1926 in Madison, Minnesota; † 21. November 2021 in Minneapolis) war ein US-amerikanischer Schriftsteller und Protagonist der amerikanischen Männerbewegung, deren mythopoetische Ausprägung er vertrat.

## Leben
Robert Bly wurde 1926 als Sohn von Jacob Thomas Bly (1901–1988) und dessen Frau Alice Myrtle, geb. Aws (1902–1997) geboren. Die Familie war in der Landwirtschaft tätig und hatte norwegische Wurzeln. Nach seinem Highschool-Abschluss diente er ab 1944 zwei Jahre in der Navy. Danach war er ein Jahr am St. Olaf College in Northfield in Minnesota, um anschließend an die Harvard-Universität zu gehen. Dort lernte er die angehenden Schriftstellern Donald Hall, Adrienne Rich, John Ashbery, John Hawkes, George Plimpton und Kenneth Koch kennen. Bly graduierte 1950 und hielt sich die nächsten Jahre in New York City auf. Anfang 1954 schrieb er sich für zwei Jahre zusammen mit W. D. Snodgrass und Donald Justice für einen Schriftsteller-Workshop an der University of Iowa ein.
1956 erhielt er ein Fulbright-Stipendium, das ihm ermöglichte nach Norwegen zu gehen, um norwegische Lyrik ins Englische zu übersetzen. Hier kam er nicht nur in Kontakt mit seinen Verwandten, sondern wurde auf Autoren wie Pablo Neruda, Georg Trakl (1887–1914), Gunnar Ekelöf und Tomas Tranströmer aufmerksam, die in den USA kaum bekannt waren. In der Folge gründete er ein Literaturmagazin, in dem Übersetzungen dieser Autoren, sowie junger amerikanischer Lyriker, veröffentlicht werden sollten.
Bly war von 1955 bis zur Scheidung im Jahr 1979 mit der Schriftstellerin Carol Bly und seit 1980 mit Ruth Ray verheiratet.

## Werk
Blys frühe Lyrik, gesammelt 1962 in dem Band Silence in the Snowy Fields, hatte beträchtlichen Einfluss auf die amerikanische Lyrik der nächsten zwei Jahrzehnte. Mit dem 1967 erschienenen Gedichtband The Light Around the Body gewann er 1968 den National Book Award. Das erzielte Preisgeld stiftete er der 1966 ins Leben gerufenen Antikriegs-Bewegung American Writers Against the Vietnam War, deren Mitbegründer er war. Während der 1970er Jahre publizierte Bly elf Bände mit Lyrik, Essays und Übersetzungen. Weitere Publikationen folgten in den kommenden Jahren.
Bekannt wurde Bly auch in Europa mit seinem Buch Eisenhans: Ein Buch über Männer, in dem er das gleichnamige Märchen der Brüder Grimm psychologisch analysiert und Wege für Männer zum Umgang mit ihrer Männlichkeit aufzeigt. Bereits einleitend distanzierte Bly sich von der Interpretation, es sei seine Absicht, „Männer wieder zu den herrischen Verhaltensweisen anzuhalten, die zu einer jahrhundertelangen Unterdrückung der Frauen und ihrer weiblichen Werte geführt haben.“ In der Beschäftigung mit alten Mythen suchte Bly nach männlichen Archetypen, die er als notwendige Wesensbestandteile einer balancierten Männlichkeit ansah. Bly betonte die Wichtigkeit männlicher Bezugspersonen für heranwachsende Knaben und sah in der vaterlosen Gesellschaft eines der zentralen gesellschaftlichen Probleme. Robert Bly leitete Workshops für Männer zusammen mit James Hillman und solche für Frauen und Männer mit Marion Woodman. Zusammen mit seiner Frau gab er Workshops für europäische Märchen.
2000 erhielt Robert Bly den McKnight Foundation’s Distinguished Artist Award und 2002 den Maurice English Poetry Award. Er publizierte mehr als 40 Ausgaben mit Lyrik, fungierte als Herausgeber von vielen anderen Werken und besorgte Übersetzungen von vielen Sprachen, wie Norwegisch, Deutsch, Spanisch und anderen ins Englische. Die University of Minnesota kaufte 2006 Blys Archiv. In ihm befinden sich mehr als 80.000 Seiten handgeschriebener Manuskripte, Notizbücher, Audio- und Videobänder und die Korrespondenz mit vielen zeitgenössischen Schriftstellern. 2008 wurde Bly mit dem Titel Erster Dichter Minnesotas geehrt. 1987 wurde er in die American Academy of Arts and Letters und 2015 in die American Academy of Arts and Sciences gewählt.

## Kritik
John Bradshaw, der Autor des Klassikers Das Kind in uns, griff Blys Thesen aus seiner Erfahrung der eigenen Vaterlosigkeit als sehr wichtig auf. Durch den Mangel an männlichen Bezugspersonen und Vorbildern könnten Jungen keine „gesunde Männlichkeit“ entwickeln.

## Werke
In den 1970er Jahren veröffentlichte Bly elf Gedichtbände, in denen er die Kraft der Mythen betonte.
Gedichte
- The Night Abraham Called to the Stars (HarperCollins, 2001)
- Snowbanks North of the House (1999) (dt. 2007: Schneebänke nördlich vom Haus)[9]
- What Have I Ever Lost by Dying? Collected Prose Poems (1992)
- Loving a Woman in Two Worlds (1987)
- Mirabai Versions (1984)
- This Body is Made of Camphor and Gopherwood (1977)
- The Light Around the Body (1967) – gewann den National Book Award

Anthologien
- The Soul Is Here for Its Own Joy: Sacred Poems from Many Cultures (Ecco Press, 1995)
- Leaping Poetry (1975)
- The Rag and Bone Shop of the Heart: Poems for Men (1992)
- News of the Universe (1980)
- A Poetry Reading Against the Vietnam War (1967).

Übersetzungen
- Lorca and Jiminez: Selected Poems (Beacon Press, 1997)
- Machado’s Times Alone: Selected Poems (1983)
- The Kabir Book (1977)
- Friends, You Drank Some Darkness: Three Swedish Poets, Martinson, Ekeloef, and Transtromer (1975)
- Neruda and Vallejo, Selected Poems (1971)

Nonfiction
- The Sibling Society (Addison-Wesley, 1996)
- The Spirit Boy and the Insatiable Soul (1994)
- Iron John: A Book about Men (1990) (dt. 1991: Eisenhans: Ein Buch über Männer)
- A Little Book on the Human Shadow (1988) (dt. Eagle Books 2018: Der Schatten. Die dunklen Seiten des menschlichen Wesens)
- Talking All Morning: Collected Conversations and Interviews (1980).
- The Sibling Society (1996)
- The Maiden King. The Reunion of Masculine and Feminine (1998)

## Auszeichnungen (Auswahl)
- 1968: National Book Award for Poetry für The Light Around the Body
- 2008: Tomas Tranströmerpriset
- 2013: Frost Medal